# Gran Premi dels Països Baixos del 1955
Resultats del Gran Premi dels Països Baixos de Fórmula 1 de la temporada 1955, disputat al circuit de Zandvoort, el 19 de juny del 1955.

## Resultats
| Pos | No | Pilot                   | Equip    | Voltes | Temps/ Retirada      | Pos. de sortida | Punts |
| --- | -- | ----------------------- | -------- | ------ | -------------------- | --------------- | ----- |
| 1   | 8  | Juan Manuel Fangio      | Mercedes | 100    | 2h 54' 23. 8         | 1               | 8     |
| 2   | 10 | Stirling Moss           | Mercedes | 100    | + 0.3 s              | 2               | 6     |
| 3   | 18 | Luigi Musso             | Maserati | 100    | + 57.1 s             | 4               | 4     |
| 4   | 16 | Roberto Mieres          | Maserati | 99     | + 1 Volta            | 7               | 4     |
| 5   | 6  | Eugenio Castellotti     | Ferrari  | 97     | + 3 Voltes           | 9               | 2     |
| 6   | 14 | Jean Behra              | Maserati | 97     | + 3 Voltes           | 6               |       |
| 7   | 2  | Mike Hawthorn           | Ferrari  | 95     | + 5 Voltes           | 5               |       |
| 8   | 22 | Hernando da Silva Ramos | Gordini  | 92     | + 8 Voltes           | 14              |       |
| 9   | 28 | Louis Rosier            | Maserati | 92     | + 8 Voltes           | 13              |       |
| 10  | 24 | Jacques Pollet          | Gordini  | 90     | + 10 Voltes          | 12              |       |
| 11  | 30 | Johnny Claes            | Ferrari  | 88     | + 12 Voltes          | 16              |       |
| Ret | 4  | Maurice Trintignant     | Ferrari  | 65     | Caixa canvi          | 8               |       |
| Ret | 20 | Robert Manzon           | Gordini  | 44     | Transmissió          | 11              |       |
| Ret | 32 | Horace Gould            | Maserati | 23     | Virolla              | 15              |       |
| Ret | 12 | Karl Kling              | Mercedes | 21     | Virolla              | 3               |       |
| Ret | 26 | Peter Walker            | Maserati | 2      | Pressió de les rodes | 10              |       |

## Altres
- Pole: Juan Manuel Fangio 1' 40. 0

- Volta ràpida: Roberto Mieres 1' 48. 3 (a la volta 3) L'única de la seva carrera.